# Рубен Брекельманс
Рубен Брекельманс (нід. Ruben Pieter Brekelmans; 18 липня 1986) — нідерландський політик, який обіймає посаду Міністр оборони Нідерландів з 2 липня 2024 року. Член консервативно-ліберальної Народної партії за свободу і демократію (нід. Volkspartij voor Vrijheid en Democratie, VVD).
З 2021 до 2 липня 2024 року був членом Палати представників Генеральних штатів Нідерландів. Раніше він працював політичним помічником та державним службовцем у кількох урядових міністерствах. Як парламентар, він зосередив свою роботу на закордонних справах та міграції.

## Життєпис
Народився в 1986 році в Лейдсендамі, розташованому неподалік від Гааги, і виріс у селі Каатсгевель у Північному Брабанті У сімнадцять років Брекельманс став членом Молодіжної організації «Свобода і демократія» (JOVD), незалежної молодіжної організації VVD. Вивчав економіку в Тілбурзькому університеті, глобальну політику в Лондонській школі економіки, а у 2015 році здобув ступінь магістра державного управління в Гарвардській школі імені Кеннеді..

## Політична діяльність
Після закінчення Гарварду Брекельманс працював консультантом зі стратегії в амстердамському офісі Boston Consulting Group. Згодом він працював політичним помічником державного секретаря з питань юстиції та безпеки Марка Харберса, а після відставки Харберса у травні 2019 року продовжив працювати в Міністерстві юстиції та безпеки як директор програми «Адаптивна система притулку» Брекельманс залишив міністерство в жовтні 2020 року, щоб стати програмним директором Insight on Quality в Міністерстві фінансів. Окрім своєї роботи, він був головою тематичної мережі VVD з міжнародних справ у 2017—2021 роках, а також входив до складу комітету, який писав передвиборчу програму своєї партії на виборах до Європейського парламенту 2019 року..
Брекельманс був тридцятим кандидатом від VVD на загальних виборах 2021 року і був обраний до Палати представників з 1 539 преференційними голосами. Він склав присягу 31 березня і став речником своєї партії з питань зовнішньої політики, міжнародної культурної політики та продовження іноземних місій. Пізніше до його спеціалізацій додалася міграція. Під час нарощування російського військового потенціалу напередодні вторгнення в Україну у 2022 році Брекельманс виступав за надання зброї Україні, а після початку вторгнення продовжував закликати до жорстких санкцій, включаючи закриття повітряного простору Європейського Союзу для російських авіалайнерів. Крім того, Брекельманс виступав за швидке збільшення витрат на нідерландську армію, щоб її бюджет відповідав нормі НАТО у 2 % ВВП, і хотів більшої співпраці в галузі безпеки, оборони та міграції в Європейському Союзі, хоча і виступав проти європейської армії.

## Особисте життя
Брекельманс мешкає в місті Остервейк у Північному Брабанті. У нього є подруга і донька, яка народилася за день до його обрання до парламенту.

## Відзнаки, нагороди та визнання
- Орден «За заслуги» III ступеня (4 вересня 2023) — За вагомий особистий внесок у зміцнення міждержавного співробітництва, підтримку державного суверенітету та територіальної цілісності України, популяризацію Української держави у світі[22]